# Pena capital en Corea del Sur
La pena capital es una forma legal de castigo en Corea del Sur y las sentencias de muerte todavía se dictan y están reguladas por ley. La más reciente se dictó el 21 de abril de 2009, cuando Kang Ho-sun fue condenado por el asesinato de diez personas. Sin embargo, no se han realizado ejecuciones desde la llegada al poder del presidente Kim Dae-jung en febrero de 1998. La última ejecución tuvo lugar el 31 de diciembre de 1997, cuando 23 personas fueron condenadas a muerte.
Kang Ho-sun fue condenado por secuestro y asesinato de ocho mujeres entre 2006 y 2008, y por quemar hasta la muerte a su mujer y a su suegra en 2005. Kang, de 38 años, fue arrestado en enero por el asesinato de una universitaria, y después confesó que asesinó y enterró a otras siete mujeres. Otros condenados a muerte incluyen a Yoo Young-chul y algunos miembros de la familia Chijon, una banda de caníbales.
Corea del Sur es uno de los cuatro países/regiones democráticos y desarrollados que mantiene la pena de muerte. Los otros cuatro serían Estados Unidos (en la que la mayoría de los estados no la aplican), Singapur, Japón y Taiwán (que ejecutó en 2011) pero Corea es el único de los cinco que aplica una moratoria oficial.
En febrero de 2010, La Corte Suprema de Corea del Sur confirmó la pena capital en 4 dictámenes, pero los expertos subrayan que es poco probable que la ejecuciones se realicen. Un mes después, en contraste con las especulaciones previas, el ministro de Justicia Lee Kwi-nam advirtió que las ejecuciones continuarían, rompiendo la virtual moratoria que duraba ya 13 años. Estas declaraciones se realizaron después del arresto de Kim Kil-tae, que violó y asesinó a una niña de 15 años.
En diciembre de 2010 finalmente la sentencia de pena de muerte de Kim Kil-tae fue reducida a cadena perpetua. Los fiscales no apelaron a la Corte Suprema.
Corea del Sur está clasificada por Amnistía Internacional como "abolicionista en práctica". Las ejecuciones no se realizan desde diciembre de 1997, y aunque existen condenas se están conmutando.